# Čierny hrad
Čierny hrad este o arie protejată (arie specială de conservare — SAC, sit de importanță comunitară — SCI) din Slovacia întinsă pe o suprafață de 101,09 ha, integral pe uscat.

## Localizare
Centrul sitului Čierny hrad este situat la coordonatele 48°10′25″N 18°57′58″E / 48.173689°N 18.96608°E.

## Înființare
Situl Čierny hrad a fost declarat sit de importanță comunitară în septembrie 2015 pentru a proteja 2 specii de plante și 1 specie de animale. Situl a fost protejat și ca arie specială de conservare în octombrie 2017.

## Biodiversitate
Situată în ecoregiunea panonică, aria protejată conține 5 habitate naturale: Pajiști stepice subpanonice, Păduri panonice cu Quercus pubescens, Păduri panonice cu Quercus petraea și Carpinus betulus, Fânețe de joasă altitudine (Alopecurus pratensis, Sanguisorba officinalis), Tufărișuri subcontinentale peripanonice.
La baza desemnării sitului se află mai multe specii protejate:
- plante (2): Pontechium maculatum subsp. maculatum, sisinei (Pulsatilla grandis)
- mamifere (1): liliacul mic cu potcoavă (Rhinolophus hipposideros)